# Friedrich Fueter
Friedrich Fueter (Berna, 14 gennaio 1802 – Marin-Epagnier, 26 novembre 1858) è stato un politico svizzero.

## Biografia
Figlio di Christian Fueter, maestro zecchiere, sposò una figlia del colonnello Ziegler di Sciaffusa. Maggiore dell'esercito, dopo una formazione commerciale gestì un negozio di ferramenta a Berna. Negli anni 1840-50 fu presidente della commissione edilizia della città di Berna. Dal 1846 al 1850 fu deputato al Gran Consiglio bernese per l'opposizione conservatrice, dal 1848 al 1857 fu pure Consigliere nazionale e dal 1850 al 1858 membro del governo cantonale a capo del Dipartimento delle finanze.
Discendente di una vecchia famiglia del patriziato cittadino, dopo la vittoria elettorale conservatrice del 1850 riuscì a riportare in equilibrio il bilancio cantonale. Debilitato dal suo impegno eccessivo, dovette tuttavia essere ricoverato nel manicomio neocastellano di Préfargier.

## Opere
- Die Münzreformen: Beiträge zur Aufklärung der schweizerischen Münzverhältnisse mit besonderer Berücksichtigung des Expertenbefindens und der Anträge des Herrn Bankdirektors [Johann Jacob] Speiser, Stämpfli, 1849
- Randbemerkungen zu Herrn alt-Regierungspräsidenten (J[acob]) Stämpfli's Finanzbüchlein für das Bernervolk, vom Verfasser des Berichtes über die Uebernahme der Finanzverwaltung, Stämpfli, 1850